# Jungle Strike
Jungle Strike é um jogo desenvolvido pela Electronic Arts e lançado em 1993.
Foi lançado para Mega Drive, antes de ser disponibilizado para Amiga e Super Nintendo Entertainment System.
O jogo é uma sequência de Desert Strike: Return to the Gulf.